# Buckland St Mary
Buckland St Mary – wieś w Anglii, w hrabstwie Somerset, w dystrykcie (unitary authority) Somerset. Leży 68 km na południowy zachód od miasta Bristol i 214 km na zachód od Londynu. W 2002 miejscowość liczyła 559 mieszkańców.